# Причинение тяжкого вреда здоровью по неосторожности
Причинение тяжкого вреда здоровью по неосторожности — преступление, в котором объектом преступления является соматическое и психическое здоровье другого человека.
В соответствии со статьёй 118 УК РФ причинение тяжкого вреда здоровью по неосторожности наказывается штрафом в размере до восьмидесяти тысяч рублей или в размере заработной платы или иного дохода осуждённого за период до шести месяцев, либо обязательными работами на срок от ста восьмидесяти до двухсот сорока часов, либо исправительными работами на срок до двух лет, либо ограничением свободы на срок до трёх лет, либо арестом на срок от трёх до шести месяцев.
То же деяние, совершённое вследствие ненадлежащего исполнения лицом своих профессиональных обязанностей, наказывается ограничением свободы на срок до четырёх лет либо лишением свободы на срок до одного года с лишением права занимать определённые должности или заниматься определённой деятельностью на срок до трёх лет или без такового.